# Daniel Giménez Cacho
Daniel Giménez-Cacho García (Madrid, 15 maggio 1961) è un attore spagnolo naturalizzato messicano.

## Filmografia parziale
- Teresa, telenovela messicana (1989)
- Uno per tutte (Sólo con tu pareja), regia di Alfonso Cuarón (1991)
- Cronos, regia di Guillermo del Toro (1993)
- Profundo carmesí, regia di Arturo Ripstein (1996)
- Y tu mamá también - Anche tua madre (Y tu mamá también), regia di Alfonso Cuarón (2001) - solo voce
- Aro Tolbukhin - Nella mente di un assassino (Aro Tolbukhin: En la mente del asesino), regia di Isaac-Pierre Racine, Agustì Villaronga e Lydia Zimmermann (2002)
- Nicotina, regia di Hugo Rodríguez (2003)
- La mala educación, regia di Pedro Almodóvar (2004)
- I figli della guerra (Voces Inocentes), regia di Luis Mandoki (2004)
- Perdere è una questione di metodo (Perder es cuestión de método), regia di Sergio Cabrera (2004)
- Blancanieves, regia di Pablo Berger (2012)
- Viaggio in paradiso (Get the Gringo), regia di Adrian Grunberg (2012)
- Club de Cuervos, serie TV (2015)
- Un mostro dalle mille teste (Un monstruo de mil cabezas), regia di Rodrigo Plà (2015)
- Mi stai ammazzando, Susana (Me estás matando, Susana), regia di Roberto Sneider (2016)
- The Promise, regia di Terry George (2016)
- Zama, regia di Lucrecia Martel (2017)
- Eterno femminile (Los Adioses), regia di Natalia Beristain (2017)
- Il presidente (La cordillera), regia di Santiago Mitre (2017)
- Siberia, regia di Abel Ferrara (2020)
- Memoria, regia di Apichatpong Weerasethakul (2021)
- Bardo, la cronaca falsa di alcune verità (Bardo, falsa crónica de unas cuantas verdades), regia di Alejandro González Iñárritu (2022)
- Familia, regia di Rodrigo García (2023)
- El jockey, regia di Luis Ortega (2024)

## Doppiatori italiani
Nelle versioni in italiano delle opere in cui ha recitato, Daniel Giménez Cacho è stato doppiato da:
- Massimo Lodolo in Aro Tolbukhin: nella mente dell'assassino, Nicotina
- Gianni Giuliano ne Il presidente
- Domenico Strati in The Promise

## Riconoscimenti
- Premio Ariel
  - 1997 – Miglior attore per Profundo carmesí[1]
  - 2003 – Miglior attore per Aro Tolbukhin - Nella mente di un assassino (Aro Tolbukhin – En la mente del asesino)[1]
  - 2023 - Miglior attore per Bardo, la cronaca falsa di alcune verità (Bardo, falsa crónica de unas cuantas verdades)